# Radio Tel Aviv
Radio Tel-Aviv (en hébreu רדיו תל אביב) est une radio régionale privée israélienne. La radio a commencé de diffuser le 1er septembre 1996.
Le siège de la radio se situe près du port de Tel-Aviv.
La radio diffuse de l'actualité, des émissions humoristiques et aussi et surtout de la musique, principalement de la musique pop, des chansons du hit-parade.